# 穆罕默德·哈梅內伊
賽義德·穆罕默德·哈梅內伊（波斯語：سید محمد خامنه‌ای，1935年12月25日—）是伊朗神職人員和政治家。他是伊朗現任最高領袖阿里·哈梅內伊和哈迪·哈梅內伊的哥哥。目前，他是伊朗學基金會和薩德拉伊斯蘭智慧基金會的主席，他是阿拉梅·塔巴塔巴伊大學國際關係學院和扎赫拉大學的教授。他也是伊朗伊斯蘭共和國憲法的起草者之一，也是代表馬什哈德的伊斯蘭議會的成員。

## 簡介
賽義德·穆罕默德·哈梅內伊於1935年12月25日出生於馬什哈德的宗教家庭。他是賈瓦德·哈梅內伊和哈迪傑·米爾達馬迪的長子。他是伊朗現任最高領袖阿里·哈梅內伊的哥哥。他年輕時就跟隨父親學習宗教科學和阿拉伯語，12歲時，他開始在馬什哈德Howzah的Nawab學校與阿亞圖拉穆罕默德·哈迪·米拉尼、阿亞圖拉等老師一起學習Tajweed以及《古蘭經》的含義和解釋。1955年，他前往庫姆，在那裡他跟隨阿亞圖拉穆罕默德·侯賽因·塔巴塔拜學習哲學，並跟隨阿亞圖拉魯霍拉·何梅尼和阿亞圖拉侯賽因·博魯傑爾迪教授其他科目。1964年，他畢業於德黑蘭法律與政治學院刑事司法專業。

## 政治活動

### 1979年革命前
賽義德·穆罕默德·哈梅內伊從1951年到1953年，隨著伊朗石油工業的國有化開始了他的政治活動。他支持阿布-卡西姆·卡沙尼和其他主張伊朗石油工業國有化的神職人員，當他還是納瓦布學校的學生時，他就非常直言不諱地表達這些想法，他經常參加學校的集會和講座。
隨著魯霍拉·霍梅尼登上伊朗政治舞台，霍梅尼非常支持他，並在庫姆、德黑蘭和馬什哈德等地分發他的錄音帶。儘管他在70年代深入參與了伊朗當前的政治氣候，但他從未被薩瓦克起訴，因為與他的兄弟不同，他們沒有他的檔案。隨著鬥爭的加劇，他與其他人一起組建了一個由11名成員組成的秘密組織，其目的是試圖建立一個對抗巴列維政權的中心。組織的成員包括阿里·哈梅內伊、Ali Meshkini、Ahmad Azari Qomi、阿克巴爾·哈什米·拉夫桑賈尼、Mohammad-Taqi Mesbah-Yazdi、侯賽因-阿里·蒙塔澤里、Abdulrahim Shirazi、Mehdi Haeri Tehrani、Ali Qoddu和易卜拉欣·阿米尼。穆罕默德·哈梅內伊在這個組織中的職責是起草該組織的章程，他用阿拉伯語寫下了安全預防措施，但最終薩瓦克滲透到該組織中，一些成員被捕。

### 1979年革命後
賽義德·穆罕默德·哈梅內伊作為憲法專家大會75名成員之一參與了憲法的起草。他在第一任期擔任禮薩呼羅珊省的代表。他是支持法基赫的監護成為憲法一部分的53名選民之一。他也參與起草了伊朗和美國之間的《阿爾及爾協議》，以幫助在伊朗人質危機期間釋放美國人質。
他在伊斯蘭議會的第一個任期內擔任司法委員會主席。他是當時總統阿布哈桑·巴尼薩德爾的首批反對者之一。在第二任期內，他是直言反對伊朗門事件並質疑當時外交部長阿里·阿克巴爾·韋拉亞提可信度的八名議員之一。

## 暗殺企圖
1982年1月10日，槍手在賽義德·穆罕默德·哈梅內伊離開集會時向他開槍。他被襲擊者從背部開槍射中，並在醫院住了一段時間以養傷。然而，他的兩名保鑣在襲擊中喪生。

## 科学与伊斯兰活动
賽義德·穆罕默德·哈梅內伊在伊斯蘭議會第二個任期結束後退出政治活動，主要關注伊斯蘭哲學和伊斯蘭科學。他是2000年薩德拉伊斯蘭智慧基金會的創始人之一。他也曾在阿拉梅塔巴塔巴伊大學、國際關係學院、扎赫拉大學和伊斯蘭阿扎德大學從事研究和教學工作。
他翻譯並撰寫了許多書籍，例如：
- 《古蘭經》中地球的秘密（英文翻譯）
- 伊斯蘭教法中的保險（阿拉伯文翻譯）
- 宗教與神學（書面）
- 司法科學（書面）
- 精神與靈魂（書面）
- 穆拉·薩德拉的超越哲學（書面）
- 女人的哲學（書寫）
- 伊瑪目阿里與世界和平（書面）
- 穆拉·薩德拉的生活、性格和哲學（書面）
- 伊斯蘭世界觀的特徵（譯自阿拉伯文）
- 伊朗和世界的智慧歷程（書寫）

## 居魯士大帝和古代伊朗
賽義德·穆罕默德·哈梅內伊也對古代伊朗（前伊斯蘭伊朗）的哲學、智慧和歷史進行了一些研究。他出版了一本關於這一點的書，名為《伊朗和世界的智慧課程》。目前他擔任伊朗學基金會主席，並在薩德拉伊斯蘭智慧基金會舉辦的活動中表示：

### 中文版
在古代伊朗，無論是雅利安人或伊朗土著政府（如埃蘭人或北里海人或摩尼文明以及卡尚和克爾曼中部地區）都是豐富文化和科學藝術生產的創始人。並且通常是一神論和道德的倡導者。例如，居魯士大帝和他的兒子，以看似軍事的文化聖戰，在美索不達米亞、蘇美爾、埃及和雅典（希臘）傳播一神論，而當時的神職人員是最偉大的科學家以及他們那個時代的哲學家。

### 英文版
In ancient Iran, whether Aryan or indigenous Iranian governments (such as the Elamites or the northern Caspians or the Manichaean civilizations and the central regions in Kashan and Kerman) are all the founders of rich cultures and the production of science and art. And have typically been promoters of monotheism and morality. For example, Cyrus the Great and his son, with their seemingly military cultural jihad, spread monotheism in Mesopotamia, Sumer, Egypt, and Athens (Greece), and the clergy of that time were the greatest scientists and philosophers of their time.